# Heart of Midlothian Football Club
El Heart of Midlothian Football Club (més conegut com a Hearts) és un club de futbol escocès de la ciutat d'Edimburg que juga a la Premier League d'Escòcia.
És un dels dos principals clubs de la ciutat, l'altre és l'Hibernian Football Club. L'empresari lituà Vladimir Románov és el major accionista. A diferència de l'Hibernian, el seu rival local, el Hearts és considerat l'equip dels protestants d'Edimburg. Els sobrenoms de Jam Tarts i Jambos venen de la paraula anglesa Jam (melmelada), fent referència al color de la seva equipació.

## Història
El Hearts va ser fundat el 1874 i l'any 1886 es traslladaren al seu actual estadi de Tynecastle.
Visqué la seva millor època a finals del segle xix, quan guanyà dues lligues, la 1894-95 i la 1895-96. A més guanyà quatre copes en els 15 anys que transcorregueren entre 1891 i 1906.
Entre 1906 i 1954 no guanyà cap gran títol. Aquest any s'inicià la seva segona època daurada amb dues lligues 1958 i 1960, una copa el 1956 i quatre copes de la lliga, 1955, 1959, 1960 i 1963.
Des de mitjans dels anys 60 del segle xx, el club es manté en un segon nivell, només trencat amb una copa l'any 1988.

## Entrenadors
- Peter Fairley (1901-03)
- William Waugh (1903-08)
- James McGhee (1908-09)
- John McCartney (1910-19)
- William McCartney (1919-35)
- David Pratt (1935-37)
- Frank Moss (1937-40)
- David McLean (1941-51)
- Tommy Walker (1951-66)
- John Harvey (1966-70)
- Bobby Seith (1970-74)
- John Hagart (1974-77)
- Willie Ormond (1977-80)
- Bobby Moncur (1980-81)
- Tony Ford (1981)
- Alex MacDonald (1982-90)
- Joe Jordan (1990-93)
- Sandy Clark (1993-94)
- Tommy McLean (1994-95)
- Jim Jefferies (1995-00)
- Craig Levein (2000-04)
- John Grant Robertson (2004-05)
- George Burley (2005)
- Graham Rix (2005-2006)
- Valdas Ivanauskas (2006-07)
- Angel Chervenkov (2007–08)
- Csaba Laszlo (2008–10)
- Jim Jefferies (2010–11)
- Paulo Sérgio (2011-12)
- John McGlynn (2012-13)
- Gary Locke (2013-)

## Títols

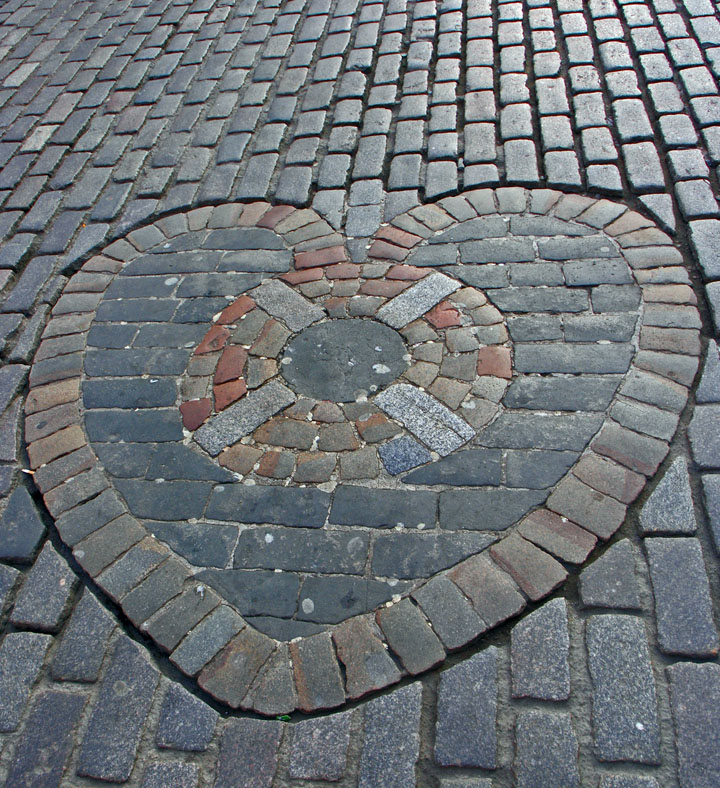
The Heart of Midlothian, mosaic davant la catedral d'Edimburg (2004).

- Lliga d'Escòcia: 1894-95, 1896-97, 1957-58, 1959-60.
- Copa d'Escòcia: 1891, 1896, 1901, 1906, 1956, 1998, 2006, 2012.
- Copa de la Lliga escocesa de futbol: 1955, 1959, 1960, 1963.